# Girls on Film
Girls on Film är den tredje singeln av Duran Duran, utgiven 13 juli 1981. Den nådde en 5:e plats på engelska singellistan och blev gruppens definitiva genombrott. Singeln lanserades med en kontroversiell video regisserad av Godley & Creme som visar halvnakna fotomodeller i diverse utmanande scener. Det gjordes dock även en kortare och censurerad version som kunde visas på dagtid i vanliga TV-kanaler. 12"-versionen (Night Version) är ingen remix utan en annan inspelning med annorlunda arrangemang.

## Låtlista

### 7" Singel
1. "Girls on Film" – 3:27
2. "Faster than Light" – 4:26

### 12" Singel
1. "Girls on Film (Night Version)"  – 5:27
2. "Girls on Film" – 3:27
3. "Faster than Light" – 4:26

### CD-singel
(Inkluderad i Singles Box Set 1981-1985)
1. "Girls on Film"  – 3:27
2. "Faster than Light" – 4:26
3. "Girls on Film (Night Version)" – 5:27

## Listplaceringar
| Lista (1981-1982, 1984) | Topplacering |
| ----------------------- | ------------ |
| Nya Zeeland             | 4            |
| Storbritannien          | 5            |
| Sverige                 | 15           |

### Fotnoter
1. ↑  ”Listplacering”. Arkiverad från originalet den 20 mars 2011. https://web.archive.org/web/20110320041545/http://charts.org.nz/showitem.asp?interpret=Duran%20Duran&titel=Girls%20On%20Film&cat=s. Läst 10 september 2011.
2. ↑  ”Listplacering”. Arkiverad från originalet den 25 maj 2012. https://archive.is/20120525165620/http://www.chartstats.com/release.php?release=9297. Läst 10 september 2011.
3. ↑  ”Listplacering”. http://swedishcharts.com/showitem.asp?interpret=Duran+Duran&titel=Girls+On+Film&cat=s. Läst 10 september 2011.